# ポラリス賞
ポラリス賞（ポラリスしょう、Polaris Award）は民間航空に関係する賞としては最高位に位置する賞で、国際定期航空操縦士協会連合会 (IFALPA) が民間航空機パイロットに対して、その優れた飛行技術や英雄的行為を表彰するものである。場合により、英雄的行為をとった乗客が表彰されることもある。IFALPAの年次総会で発表されるが、毎年授与されるものではない。

## 過去の受賞者
†は事故・事件で死亡したクルー。
| 年度   | 受賞した乗員     | 受賞したその他の関係者                   | 事故                                                   | 航空会社                             | 状況                                                                                                |
| ------ | ---------------- | ---------------------------------------- | ------------------------------------------------------ | ------------------------------------ | --------------------------------------------------------------------------------------------------- |
| 1983年 | 機長・副操縦士   | 不明                                     | エア・フロリダ90便墜落事故                             |                                      | 救助ヘリコプターの乗員                                                                              |
| 1984年 | 機長・副操縦士   | 不明                                     | エア・カナダ797便火災事故                              | エア・カナダ                         | 客室火災(機内火災)                                                                                  |
| 1985年 | 機長・副操縦士   | 航空機関士                               | リーブ・アリューシャン航空8便緊急着陸事故              | リーブ・アリューシャン航空           | ロッキード L-188のプロペラ脱落および操縦系統故障                                                    |
| 1986年 | 機長・副操縦士   | 不明                                     | エジプト航空648便ハイジャック事件                      | エジプト航空                         | ハイジャック                                                                                        |
| 1987年 | 機長†・副操縦士† | 航空機関士†                              | 日本航空123便墜落事故                                  | 日本航空                             | 減圧、油圧全損による操縦不能                                                                        |
| 1989年 | 機長・副操縦士   | 不明                                     | アロハ航空243便事故                                    | アロハ航空                           | 機体の天井が剥がれ落ちたことによる急減圧                                                            |
| 1990年 | 機長・副操縦士   | 航空機関士・デッドヘッドの機長兼訓練教官 | ユナイテッド航空232便不時着事故                        | ユナイテッド航空                     | DC-10型機のエンジン爆発による油圧全損、操縦不能にも関わらず不時着に成功し、乗客のおよそ半分を救った |
| 1991年 | 機長             |                                          | チェルノブイリ原子力発電所事故                         |                                      | 臨界中の炉心直上でセメント投入のためのホバリング飛行を行った                                        |
| 1992年 | 機長・副操縦士   |                                          | スカンジナビア航空751便不時着事故                      | スカンジナビア航空                   | 離陸時の両エンジン故障                                                                              |
| 1992年 | 副操縦士         |                                          | ブリティッシュ・エアウェイズ5390便不時着事故           | ブリティッシュ・エアウェイズ         | 風防ガラス脱落による急減圧                                                                          |
| 1992年 | 機長・副操縦士   |                                          | アトランティック・サウスイースト航空2254便空中衝突事故 | アトランティック・サウスイースト航空 | 空中衝突                                                                                            |
| 1993年 | 機長             |                                          |                                                        |                                      | ハイジャック機体で2度の強行着陸                                                                     |
| 1996年 | 機長             |                                          |                                                        |                                      | 対麻痺で車椅子のパイロット                                                                          |
| 1996年 | 機長・副操縦士   | 航空機関士                               | エールフランス8969便ハイジャック事件                   | エールフランス                       | ハイジャック                                                                                        |
| 1998年 | 機長・副操縦士   |                                          | エチオピア航空961便ハイジャック墜落事件                | エチオピア航空                       | ハイジャック、不時着水                                                                              |
| 1999年 | 機長・副操縦士   |                                          | パキスタン国際航空544便ハイジャック事件                | パキスタン国際航空                   | ハイジャック                                                                                        |
| 2000年 | 機長†・副操縦士  | デッドヘッドの機長、その他5名            | 全日空61便ハイジャック事件                             | 全日本空輸                           | ハイジャック                                                                                        |
| 2001年 | 機長・副操縦士   | 交代副操縦士                             | ブリティッシュ・エアウェイズ2069便ハイジャック未遂事件 | ブリティッシュ・エアウェイズ         | ハイジャック未遂                                                                                    |
| 2001年 | 機長†・副操縦士† |                                          | ユナイテッド航空93便テロ事件                           | アメリカン航空 ユナイテッド航空      | アメリカ同時多発テロ事件                                                                            |
| 2001年 | 機長†・副操縦士† |                                          | ユナイテッド航空175便テロ事件                          | アメリカン航空 ユナイテッド航空      | アメリカ同時多発テロ事件                                                                            |
| 2001年 | 機長†・副操縦士† |                                          | アメリカン航空11便テロ事件                             | アメリカン航空 ユナイテッド航空      | アメリカ同時多発テロ事件                                                                            |
| 2001年 | 機長†・副操縦士† |                                          | アメリカン航空77便テロ事件                             | アメリカン航空 ユナイテッド航空      | アメリカ同時多発テロ事件                                                                            |
| 2005年 | 機長・副操縦士   | 航空機関士                               | DHL貨物便撃墜事件                                      | DHL                                  | ミサイルが左翼に当たったことによる油圧喪失による操縦不能                                            |
| 2005年 | 機長・副操縦士   |                                          | カトー航空603便不時着事故                              | カトー・エア                         | 落雷による昇降舵故障                                                                                |
| 2005年 | 機長・副操縦士   | 交代要員2名                              | カトー航空605便                                        | カトー・エア                         | ハイジャック未遂                                                                                    |
| 2005年 | 機長・副操縦士   |                                          | オーストリア航空111便                                  | オーストリア航空                     | フォッカー 70の両エンジン故障                                                                       |
| 2008年 | 機長             |                                          | ネーションワイド航空723便                              | ネーションワイド航空                 | エンジン脱落                                                                                        |
| 2009年 | 機長・副操縦士   |                                          | イーグル航空2279便ハイジャック未遂事件                 | イーグル航空                         | ハイジャック未遂                                                                                    |
| 2010年 | 機長・副操縦士   | 交代操縦士                               | カンタス航空30便機体破損事故                           | カンタス航空                         | 酸素ボンベ破裂による急減圧                                                                          |
| 2011年 | 機長・副操縦士   | 交代機長・副操縦士・試験官               | カンタス航空32便エンジン爆発事故                       | カンタス航空                         | エンジン破損                                                                                        |
| 2014年 | 機長・副操縦士   |                                          | キャセイパシフィック航空780便事故                      | キャセイパシフィック航空             | 燃料の汚染によるエンジン制御システム故障                                                            |
| 2017年 |                  |                                          |                                                        | ガリシア沿岸警備隊                   | 難破船「MV Modern Express」と「Gure Uxua」からのヘリコプターでの救出作業                            |